# Орськ
Орськ або Яман-Кале (рос. Орск, каз. Жаманқала, Jamanqala; тат. Яман-кала, Yaman Qala; башк. Яман-ҡала, Yaman Qala) — місто, центр Орського міського округу Оренбурзької області, Росія.

## Географія
Місто розташоване в південних відрогах Уральських гір при впаданні річки Ор в Урал, що ділить місто на дві частини — європейську (Нове місто) й азійську (Старе місто). До складу міста Орська входять три райони: Ленінський, Жовтневий, Радянський. Загальна площа міста — 621,33 км².

## Населення
Населення — 239800 осіб (2010; 250963 у 2002).
Орськ — друге за чисельністю населення місто Оренбурзької області. Місто багатонаціональне, у ньому проживають: росіяни — 80,5 %, українці — 4,1 %, татари — 4 %, казахи, німці, башкири, мордва, білоруси, чуваші, євреї тощо.

## Історія

### Тарас Шевченко та місто
У 1847-1848 роках службу в Орській фортеці проходив рядовий третьої роти п'ятого лінійного батальйону Тарас Шевченко, засланий із забороною писати й малювати. Наперекір суворій забороні, Шевченко продовжував крадькома малювати й писати вірші, які йому вдалося переховати й зберегти в чотирьох «захалявних книжечках». Зокрема, поеми «Княжна», «Варнак» і «Чернець» були написані саме під час заслання до Орської фортеці. Поет цікавився життям казахів, що кочували в околицях фортеці, вивчав їхні пісні й легенди та малював сценки з побуту.
1908 року одну з історичних вулиць названо ім'ям великого українського поета. У листопаді 1978 року в Орську в Будинку художників відкрилася виставка «Життя і творчість Тараса Шевченка», основу експозиції становили численні матеріали, передані в дарунок місцевому краєзнавчому музею Київським державним музеєм Тараса Шевченка. 1984 року на основі наданих матеріалів в місті було створено та відкрито Орський музей Тараса Шевченка.

### Прорив дамби в Орську
5 квітня 2024 року в місті стався прорив дамби на річці Урал, внаслідок чого було затоплено частину міста, а наступного дня стався прорив іншої дамби на протилежному, правому, березі річки. Пізніше, через повені, прорвало дамби й в інших місцях Оренбурзької області, внаслідок чого затопленими виявилась велика кількість населених пунктів. 7 квітня припинив роботу місцевий нафтопереробний завод.

## Господарство

### Промисловість
Місто є промисловим центром. У місті діє Орський завод металоконструкцій.

### Транспорт
У місті працює аеропорт Орськ.

### Релігія
Місто Орськ входить до складу Оренбурзької митрополії, Орської єпархії, Орського благочинного округу.
Православні храми та церкви м. Орська:
- Кафедральний собор Георгія Победоносця;
- Храм Архангела Михаїла;
- Храм Іверської ікони Божої Матері;
- Храм ікони Божої Матері «Всецариця»;
- Храм Миколи Чудотворця;
- Храм Покрова Пресвятої Богородиці;
- Храм Святого Духу;
- Храм Серафима Саровського;
- Спасо-Преображенська церква.

Також є соборна мечеть.

## Особистості
- Юрій Бондарев (1924—2020) — російський письменник, громадський діяч.
- Володимир Бухал (1907 — після 1968) — колгоспник, Герой Соціалістичної Праці.
- Віктор Данілов (1925—2004) — російський історик.
- Анатолій Євілевич (1936—2013) — з 1958 року працював на Львівській студії телебачення, з 1962 року і до останніх днів життя — телеоператором Чернівецького державного телебачення. Член Національної спілки журналістів України (НСЖУ)[6]
- Олександр Пушкарьов (1924—2003) — радянський та український державний діяч.
- В'ячеслав Садовников (нар. 1940) — радянський футболіст.
- Анатолій Таранов (1912—1999) — український радянський правознавець, педагог, доктор юридичних наук.
- Бедер Юсупова (1901—1969) — башкирська радянська актриса.

## Світлини

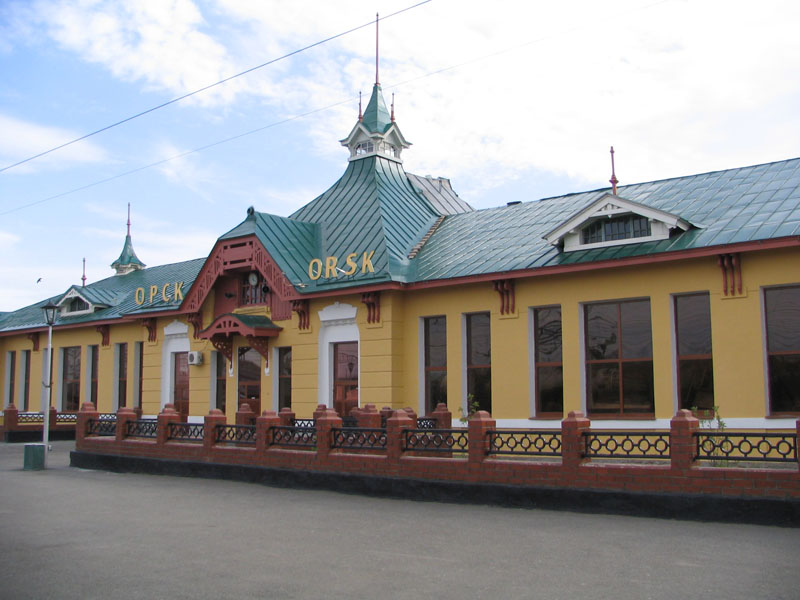
Залізничний вокзал станції «Орськ», архітектурна пам'ятка
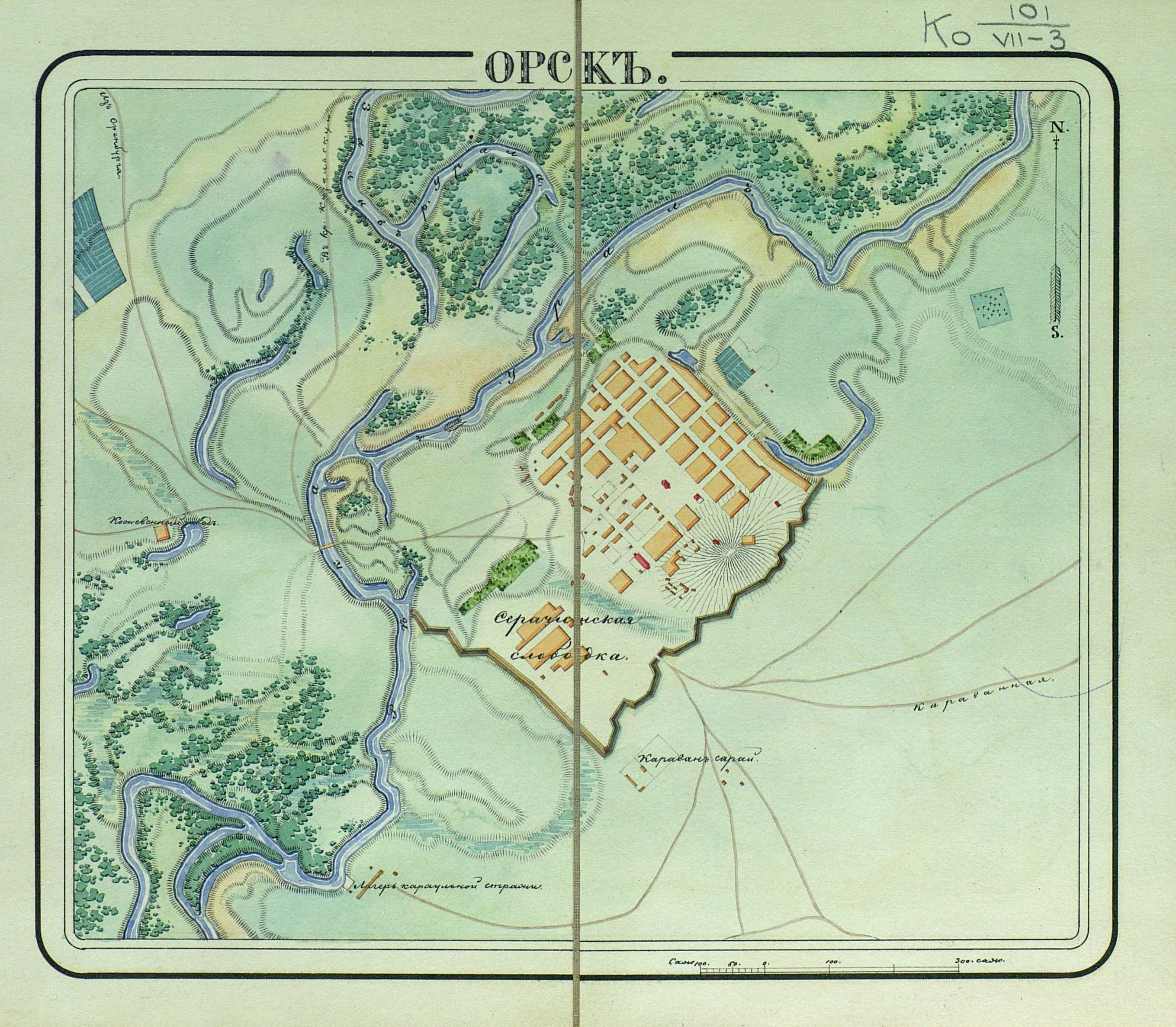
План Орська 1830-их років
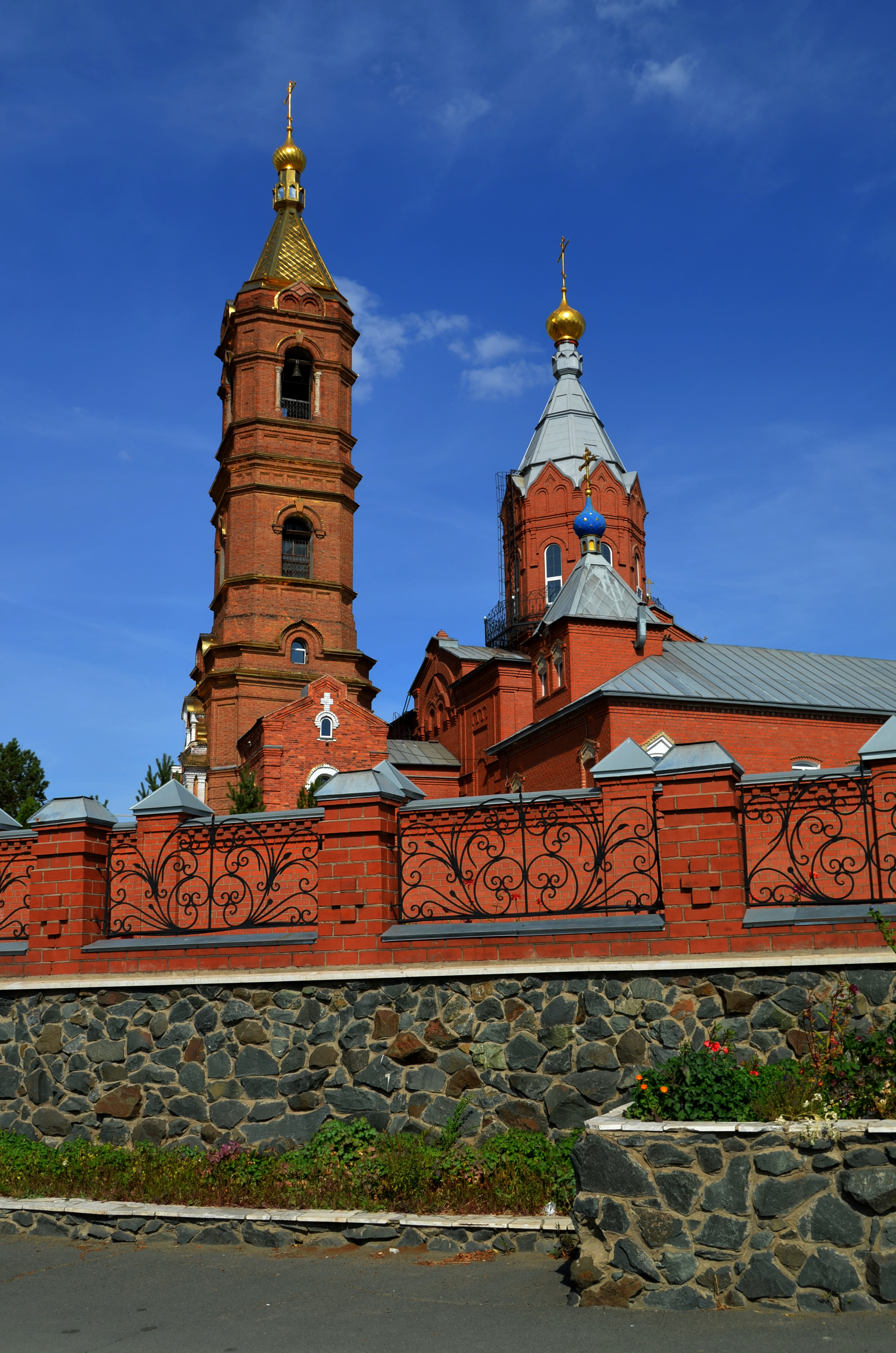
Спасо-Преображенська церква, 2017 рік